# Castellón de la Plana

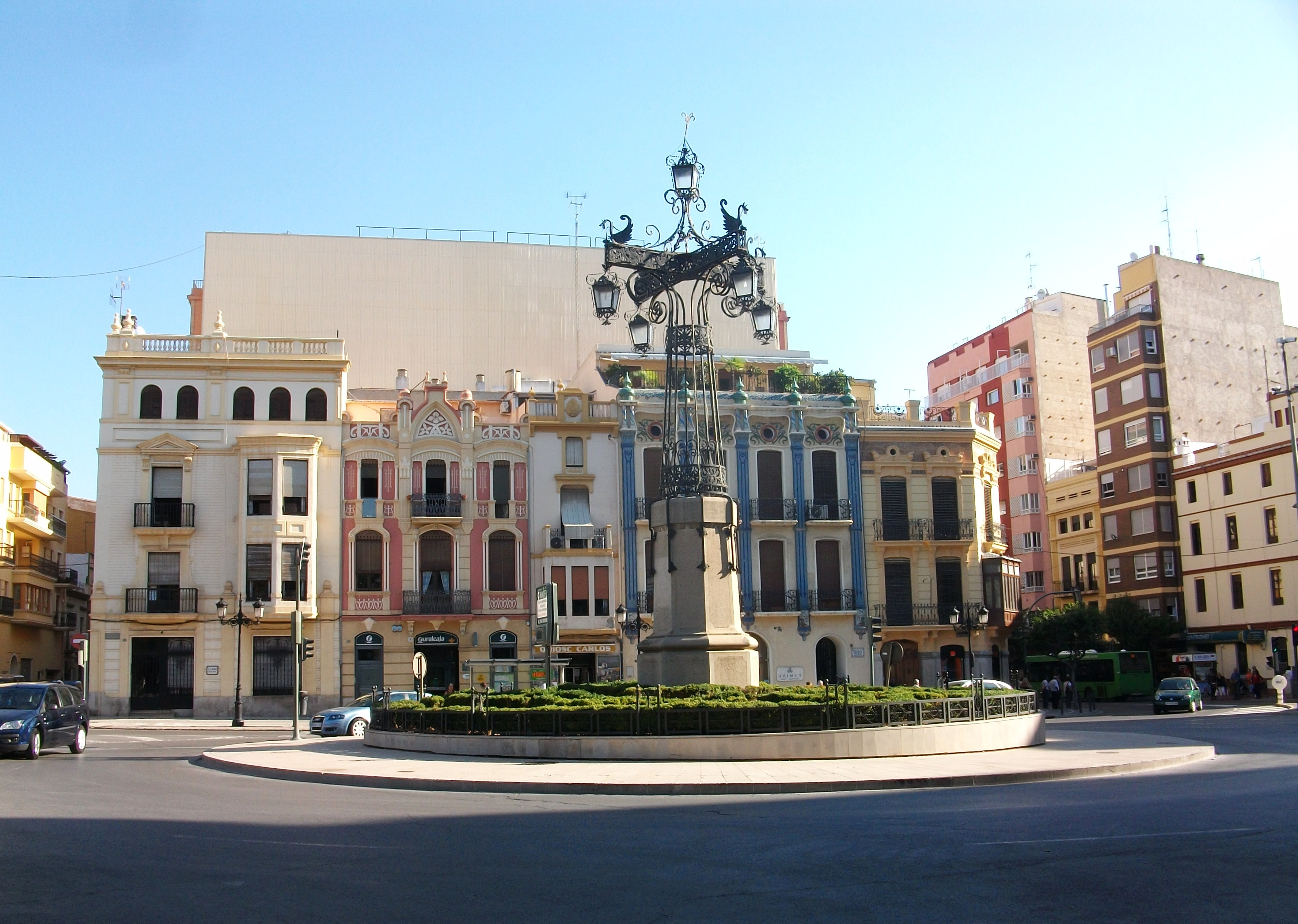

Castellón de la Plana (în valenciană, Castelló de la Plana), este un oraș din Comunitatea Valenciană, o regiune autonomă al Regatul Spaniei. 
Este, de asemenea, capitala Provinciei Castellón (în valenciană, Província de Castelló), situată pe coasta mediteraneană a Spaniei.
Orașul numără 172.624 locuitori (INE 2007) și este nucleul unei arii metropolitane de 298.678 locuitori.
Celelalte orașe importante ale Provinciei Castellón sunt Vinaròs, Benicarló, Benicàssim, Vila-real, Borriana, Onda, Sogorb și Vall d'Uixó.

## Istorie
Resturile arheologice găsite în Deșertul de las Palmas arată că această zonă a fost locuită permanent din Neolitic. Cu toate acestea, în șederea actuală al orașului nu s-au găsit resturi care confirmă o așezare anterioară fondației acestui oraș. Din epoca iberă sau descoperit numeroase resturi, dintre care ies în evidență foile de plumb găsite în Grao cu inscripții care încă nu au fost descifrate și cu resturile unui sat care se află în zona Fuente de la Reina.
Puține sunt resturile descoperite din epoca Imperiului Roman, chiar dacă în această epocă populația poate să se fi așezat permanent, în primul rând în nuclee diseminate și după în Muntele Magdalena protejați de un castel din cauza explorațiilor minere în căutare de argint în actualul Borriol.

## Personalități născute aici
- Vicente Castell (1871 - 1934), pictor.